# 브리트니 하워드
브리트니 하워드(Brittany Howard, 1988년 10월 2일 ~ )는 미국의 가수이다. 미국의 록 밴드 앨라배마 셰이크스와 썬더비치 (Thunderbitch)의 리드 싱어 겸 기타리스트이다.

## 어린 시절
앨라배마주 애선스에서 백인 어머니와 흑인 아버지 사이에서 태어났다. 가족의 집은 폐품 처리장에 있었고, 낙뢰로 불타기도 했다. 1998년 시 쓰기와 피아노 연주를 가르쳐준 언니 제이미가 망막모세포종로 세상을 떠났다. 브리트니 하워드도 같은 병을 앓아 한쪽 눈의 시력을 일부 상실했다. 그후 얼마 지나지 않아 아버지가 가족을 떠났다.
13살부터 기타를 연주하기 시작했고 라임스톤 카운티 스쿨 디스트릿에 입학하여 앨라배마 셰이크스 베이시스트 잭 코크렐을 만났다. 앨라배마 셰이크스의 리드 싱어로 전업 뮤지션이 되기 전까지 미국 우정청에서 일했다.

## 음반 목록

### 솔로 음반
- Jaime (2019)